# Об ораторе
«Об ора́торе» (лат. De Oratore) — трактат Марка Туллия Цицерона об ораторском искусстве, написанный в 55 году до н. э. и посвящённый брату автора Квинту. Является основополагающим произведением Цицерона на эту тему, в котором раскрываются основы мастерства красноречия.
Трактат написан в форме диалога между Луцием Лицинием Крассом и Марком Антонием, который состоялся, согласно замыслу автора, летом 91 года до н. э., незадолго до смерти Красса. Два самых выдающихся оратора своей эпохи обсуждают особенности искусства красноречия и высказывают свои мнения о том, что нужно для достижения в этом искусстве высот. Красс уверен, что нужны талант, всеобъемлющее образование и опыт, а Антоний — что достаточно риторических умений. Важное место в трактате занимают рассуждения Гая Юлия Цезаря Страбона Вописка об остроумии.